# Parc Nacional de Sutjeska
El Parc Nacional de Sutjeska és un parc nacional que es troba a Bòsnia i Hercegovina a l'entitat de la República de Srpska. És el parc nacional més antic de Bòsnia Hercegovina. És famós per ser el lloc de la victòria partisana sobre les forces d'ocupació alemanyes a la cèlebre batalla de la Segona Guerra Mundial i existeixen nombrosos monuments de pedra que commemoren avinentesa. El parc té una extensió de 17. 250 hectàrees, això és, al votant de 172 kilòmetres quadrats.
Al parc si poden trobar els dos darrers boscos primaris a Europa, anomenada Perućica. Faigs de més de 60 metres d'alt i l'endèmica pinassa sorgeixen de les cares rocoses que protegeixen l'antic bosc. El salt d'aigua de Skakavac, de 75 metres de salt, pot observar-se des d'un mirador, i queda empetitida per la densa capa forestal que cobreix la vall. El riu Sutjeska ha tallat una vall al bell mig del parc i separa les muntanyes de Zelengora, de 2.014 msnm, d'altres muntanyes com el Maglić (2.386 m), Volujak (2.337 m) i Bioč (2.388 m). El cim Maglić, que és el cim més alt del país, queda així dins del parc, directament sobre la frontera amb Montenegro. És una pujada que desafia als muntanyencs més valents. Hi és molt comú de veure-hi ossos i llops a les muntanyes.